# Blakea parasitica
Blakea parasitica là một loài thực vật có hoa trong họ Mua. Loài này được (Aubl.) D. Don mô tả khoa học đầu tiên năm 1823.